# Kanton Rebais
Kanton Rebais is een voormalig kanton van het Franse departement Seine-et-Marne. Het kanton maakte sinds 2006 deel uit van het arrondissement Provins.
 Het werd opgeheven bij decreet van 18 februari 2014 met uitwerking in maart 2015.

## Gemeenten
Het kanton Rebais omvatte de volgende gemeenten:
- Bellot
- Boitron
- Chauffry
- Doue
- Hondevilliers
- Montdauphin
- Montenils
- Orly-sur-Morin
- Rebais (hoofdplaats)
- Sablonnières
- Saint-Cyr-sur-Morin
- Saint-Denis-lès-Rebais
- Saint-Germain-sous-Doue
- Saint-Léger
- Saint-Ouen-sur-Morin
- La Trétoire
- Verdelot
- Villeneuve-sur-Bellot